# Himesh Reshammiya
Himesh Reshammiya (Mahuva, 23 luglio 1973) è un cantante, compositore e attore indiano.

## Carriera d'attore e musicale
Da cantante ha prodotto canzoni come Aashiq Banaya Aapne, "Tera Suroor", "Zara Jhoom Jhoom", "Jhalak Dikhlaja", "Shakalaka Boom Boom", "Hookah Bar", "Chalao Na Naina Se", "Tandoori Nights" quest'ultima divenuta molto popolare. La musica di Reshammiya ha uno stile di composizione basato sulla fusione del Western e la musica classica indiana accompagnata da parti techno. Iniziò la sua carriera da attore con il film Aap Kaa Surror.
Nell'agosto del 2010 fu annunciato che il regista di videoclip musicali Roman White avrebbe diretto il primo album internazionale in inglese di Reshammiya, intitolato @ Da Edge, che doveva essere pubblicato nel 2014 in 122 nazioni. Reshammiya fu il primo cantante indiano a cantare alla Wembley Arena e alla Heineken music hall ad Amsterdam. 
Prima di divenire un direttore musicale produsse innumerevoli serie televisive, incluse Amar Prem e Andaaz trasmesse su Zee TV. Compose anche le colonne sonore per entrambe.

## Album
| Anno       | Album           | Note                                                       |
| ---------- | --------------- | ---------------------------------------------------------- |
| 2016       | @ Da edge       | Dovrà essere rilasciato internazionalmente in 122 nazioni  |
| 2006       | Aap Kaa Surroor | Album di debutto come solista                              |
| 2003       | Tera Meraa Dil  | Salman Khan appare nella videoclip di "Honey Honey".       |
| Early 90's | Zindagi         | Cantata da Suchitra Krishnamurthy Testo diSudhakar Sharma. |